# Youssoufia (Algeria)
Youssoufia è un comune dell'Algeria, situato nella provincia di Tissemsilt.